# Иоганн I (Шпонгейм-Штаркенбург)
Иоганн I (нем. Johann I. von Sponheim; до 1206 — 1266) — граф Шпонгейма с 1218 и Зайна с 1247 года.

## Биография
Сын Готфрида III фон Шпонгейма и Адельгейды фон Зайн. После смерти отца (1218) наследовал ему вместе с братьями Симоном и Генрихом.
Между 1223 и 1237 годами они разделили свои владения. Симон получил две трети графства Шпонгейм, а Иоганн I — оставшуюся треть Шпонгейма с центром в городе Штаркенбург и права наследника графства Зайн, которые он реализовал в 1247 году после смерти своего дяди Генриха III фон Зайна. Третий из братьев, Генрих, женился на наследнице сеньории Хайнсберг, и тоже получил часть зайнских земель.

## Семья
Имя и происхождение жены не выяснены (вероятно, был женат дважды).
Дети:
- Готфрид фон Зайн (ум. 1282/84), граф Зайна. Его потомками были князья фон Зайн и Зайн-Витгенштейн.
- Элизабет ∞ Герхард фон Нойенар
- Генрих I фон Шпонгейм (ум. 1289), граф Шпонгейм-Штаркенбурга. Его потомки по мужской линии правили графством до 1437 г.
- Агнес ∞ Марквард III фон Зольмс.

В 1264 году Иоганн I разделил свои владения между сыновьями. Он умер в 1266 году после 30 июня.